# Личенца
Личенца (словен. Ličenca) — поселення в общині Словенське Коніце, Савинський регіон, Словенія. Висота над рівнем моря: 284,2 м.